# مولوزا
مولوزا (به لاتین: Muloza) یک منطقهٔ مسکونی در مالاوی است.